# Годзішув (гміна)
Гміна Годзішув (пол. Gmina Godziszów) — сільська гміна у східній Польщі. Належить до Янівського повіту Люблінського воєводства.
Станом на 31 грудня 2011 у гміні проживало 6156 осіб.

## Площа
Згідно з даними за 2007 рік площа гміни становила 101.68 км², у тому числі:
- орні землі: 77.00%
- ліси: 19.00%

Таким чином, площа гміни становить 11.62% площі повіту.

## Населення
Станом на 31 грудня 2011:
| Опис     | Загалом | Загалом | Чоловіки | Чоловіки | Жінки | Жінки |
| -------- | ------- | ------- | -------- | -------- | ----- | ----- |
| одиниця  | осіб    | %       | осіб     | %        | осіб  | %     |
| все      | 6156    | 100     | 3063     | 49.76    | 3093  | 50.24 |
| міське   | 0       | 100     | 0        |          | 0     |       |
| сільське | 6156    | 100     | 3063     | 49.76    | 3093  | 50.24 |

## Сусідні гміни
Гміна Годзішув межує з такими гмінами: Батож, Дзволя, Закшев, Модлібожице, Хжанув, Янів-Любельський.